# الإسلام في إرتريا
| \| الدين \| الدين \| \| النسبة \| النسبة \| \| مسيحية \| مسيحية \| \| 50% \| 50% \| \| إسلام \| إسلام \| \| 48% \| 48% \| \| أخرى \| أخرى \| \| 2% \| 2% \| |        |  |        |        |
| الدين | الدين  |  | النسبة | النسبة |
| مسيحية | مسيحية |  | 50%    | 50%    |
| إسلام | إسلام  |  | 48%    | 48%    |
| أخرى | أخرى   |  | 2%     | 2%     |

| الدين  | الدين  |  | النسبة | النسبة |
| مسيحية | مسيحية |  | 50%    | 50%    |
| إسلام  | إسلام  |  | 48%    | 48%    |
| أخرى   | أخرى   |  | 2%     | 2%     |

| \| الدين \| الدين \| \| النسبة \| النسبة \| \| مسيحية \| مسيحية \| \| 63% \| 63% \| \| إسلام \| إسلام \| \| 36% \| 36% \| \| أخرى \| أخرى \| \| 1% \| 1% \| |        |  |        |        |
| الدين | الدين  |  | النسبة | النسبة |
| مسيحية | مسيحية |  | 63%    | 63%    |
| إسلام | إسلام  |  | 36%    | 36%    |
| أخرى | أخرى   |  | 1%     | 1%     |

| الدين  | الدين  |  | النسبة | النسبة |
| مسيحية | مسيحية |  | 63%    | 63%    |
| إسلام  | إسلام  |  | 36%    | 36%    |
| أخرى   | أخرى   |  | 1%     | 1%     |

يعد الإسلام أحد الديانات الرئيسية في إرتريا حيث قرابة 48% من سكانها يعتنقون الإسلام في حين تمثل المسيحية الأرثودكسية الديانة السائدة لبقية السكان الذين يتبعون كنيسة التوحيد الأرثوذكسية الإرترية. أول إشارة لتواجد المسلمين كانت في زمن الدولة الأموية بعدما وضعت جزر دهلك تحت سيطرتها وتنامى العدد وازداد بشكل كبير في فترة الدولة العثمانية من القرن 16 حتى بداية القرن 20. ويتواجد المسلمون في إرتريا بشكل رئيسي في المنخفضات الشرقية والغربية والجنوبية للبلاد بينما يسكن السكان المسيحيون الهضاب والمرتفعات.

## وصول الإسلام
وصل الإسلام إلى إرتريا مبكراً عندما هاجر المسلمين في مكة الهجرة الأولى إلى الحبشة حيث رست سفينتهم في مصوع لأجل طلب الأمن من كفار قبيلة قريش ولقد أخبرهم النبي: «بأن هناك حاكم عادل لا يظلم عنده أحد» وهو أصحمة النجاشي، وهكذا بدأ الإسلام في إرتريا. وهناك إثباتات تاريخية تؤكد على ذلك، فلا تزال مقتنيات النجاشي موجودة في مدينة عصب، ولدى سكان مصوع بعض الأخبار عن أجدادهم بأن سفينة الصحابة كانت راسية في مينائهم وأيضاً توجد قرية في مصوع أسمها «أماتري»، وهي كلمة عربية أصلها «أما ترى»، وهكذا سميت تلك القرية بلفظ الصحابة لها. وفي القرن السابع الميلادي حيث وصلت ساحل إرتريا هجرات عربية حملت الدعوة الإسلامية إلى شواطئها وتمثلت في سيطرة الأمويين على جزر دهلك في سنة 83 هجريا لتأديب القراصنة الأحباش على إثر هجماتهم على سواحل الجزيرة العربية. وانتقل الإسلام إلى باضع (مصوع) وأخد يمتد جنوباُ حتى شمل سواحل البحر الأحمر والقرن الأفريقي.
ازدهرت التجارة بين الجزيرة العربية والقرن الأفريقي وكثر عدد الوافدين على باضع وغيرها من المدن الساحلية في القرن الثامن الميلادي وتوطد وجود الإسلام في السهول الساحلية الإرترية. أخذ الإسلام في الانتشار بين الدناقل والبجا والتقري سكان المناطق الساحلية الإرترية وتجاوز الإسلام السهول الساحلية الإرترية فوصل المرتفعات. عندما قامت الإمارات الإسلامية في جنوب وشرقي الحبشة امتد نفوذها إلى إرتريا. وعندما خاض الأئمة المسلمون حروبهم ضد الحبشة اشترك المسلمون بالجهاد في إرتريا ولقد نالهم من تحالف البرتغاليين مع الأحباش الشيء الكثير من التدمير وتخريب المدن الساحلية مثل مدينة وميناء باضع (مصوع).
كان هذا أثر المحور الشرقي الذي وصل الإسلام عن طريقة إلى إرتريا. ومن الشمال والغرب محور آخر للدعوة الإسلامية إلى إرتريا علي يد الداعية أحمد الشهير «بنافعوتاي» سنة 1010هـ ثم سار علي دربه أبنائه وأشهرهم الشيخ حامد «شيخ الأسد» ولقد كان لهم دور عظيم في نشر الإسلام وأيضا ساهم والتجار العرب بين البجا، ولقد وصلهم الإسلام عن طريق شمالي السودان أيضا مع نزوح القبائل العربية من جهة صعيد مصر وخاصة بعد سيطرة المماليك على حكم مصر وحربهم في بعض الأحيان ضد القبائل العربية أو مهادنة العرب وإرسالهم لقتال النوبيين، فمثلا عقد السلطان الناصر قلاوون لسمرة بن مالك شيخ قبيلة الحداربة لواءً وشرف بالتشريف وقلّد ذلك وكتب إلى ولاة الوجه القبلي عن آخرهم وسائر العربان بمساعدته ومعاضدته والركوب معه للغزو متى أراد، وكتب له تقليداً بأمرة عربان القبيلة مما يلي قوص ومنشور له بما يفتحه من البلاد إلى حيث تصل غايته. وبسط أمراء البيت الحدربي أيام بشر بن مروان بن إسحق الحدربي نفوذهم على ممالك البجه المترامية الأطراف من مصوع حتى جنوب أسوان وتولوا حكوماتها بتقليد من مصر. ونشط الدعاة والتجار العرب بين البجاه، وحمل هؤلاء الإسلام إلى المناطق التي هاجروا إليها وأصبحت إرتريا معقل من معاقل الإسلام، وانتشر الإسلام بين العديد من القبائل الأرترية، وهكذا أصبحت غالبية السكان في إرتريا مسلمون.

## بدء السيطرة الغربية ثم الإثيوبية

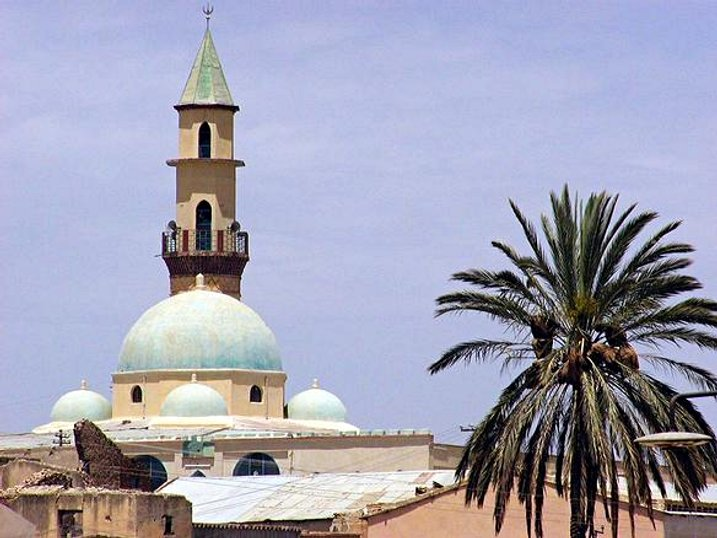
مسجد في مدينة كرن

احتل البرتغاليون باضع في سنة 1520، ودمروا المدينة وخربوها وحولوا المسجد الكبير إلى كنيسة لهم، وعلى أثر النزاع الذي دار بين البرتغاليين والأحباش من ناحية، والعثمانيون من ناحية أخرى دارت معارك على سواحل البحر الأحمر وبسط العثمانيون نفوذهم على باضع والساحل الممتد منها شمالا حتى سواكن وجنوبا حتى زيلع في سنة 965 هـ -1557 م والحقت إدارتها بوالي جدة العثماني المقيم في تهامة، وبعد سيطرة مصر على السودان وأوغندة، إلحق إدارة مينائي مصوع وسواكن واعطيت إلى مصر وتحت تصرف إبراهيم باشا بن محمد علي باشا في سنة 1263 هـ - 1846 م.
في سنة 1303 هـ - 1885م، نزل الجيش الإيطالي بمدينة باضع وانسحب الجيش المصري (بدون قتال)، وكان ذلك لتواطؤ واتفاق إيطالي - بريطاني، وخاصة بعد أن سيطرت بريطانيا على مصر في 1300 هـ - 1882 م بسبب السياسة المالية الخاطئة للخديوي إسماعيل التي استدانها من بريطانيا وغيرهم، التي كان من نتائجها أفلاس الخزينة في مصر وسيطرة البريطانيين.
بسطت إيطاليا نفوذها علي إرتريا بكامل حدودها المتعارف عليه الآن في سنة 1308هـ - 1890 م واعلنت في ذلك العام قيام دولة إرتريا، وأستمر الاستعمار الإيطالي حوالي أكثر من ستون عاما وبقيام الحرب العالمية الثانية غزا الجيش البريطاني إرتريا وحارب الإيطاليون في إرتريا وبعد هزيمة إيطاليا في سنة 1360ه - 1941م. ووضعت إرتريا تحت الانتداب البريطاني حتى سنة 1951م.
وباتفاق في الخفاء بين أمريكا وإسرائيل وإثيوبيا وبريطانيا، ضمت إرتريا قسرا بقرار جائر من الأمم المتحدة (رغم معارضة غالبية الشعب الإرتري الاتحاد مع إثيوبيا) باتحاد فيدرالي مع إثيوبيا. ومن سنة 1952م حتى سنة 1961م وبعد انتهاكات عديدة للدستور الإرتري وقرارات البرلمان الإرتري وممارسات قمعية لإعضاءه ولباقي الشعب، وحرم خلالها الإمبراطور هايله سيلاسي الأول المسلمين من معظم وظائف الكبيرة في الدولة وضرب ستاراً كثيفاً حول المسلمين وامتد ذلك فيما بعد حتى أعلن إلغاء الاتحاد الفيدرالي وضم إرتريا إلى إثيوبيا. أدى قرار الضم إلى قيام الثورة الإرترية وأيضا كان للعامل الدينى دور كبير قي نشأت حركة التحرير الارتريه، لما وقع على المسلمين من ويلات وقمع واضطهاد من قبل الاحتلال الاثيوبى، ومؤسسى حركة التحرير جميعم مسلمون والتي كافحت حتى انصرت ونالت التحرير وطردت الاستعمار الإثيوبي سنة 1991م ونالت الاعتراف الرسمي باستقلاليتها من الأمم المتحدة سنة 1993م.

## المؤسسات الإسلامية الإرترية
1. حركة الجهاد الإسلامية.
2. الاتحاد الإسلامي للطلبة والشباب الإرتري، وتصدر مجلة البشير.
3. منظمة الرواد المسلمين.

ولقد تم توحيد هذه الهيئات تحت اسم اللجنة العليا الانتقالية لتوحيد العمل الإسلامي بإرتريا في سنة 1407هـ.